# Gunnar Helander (1873–1957)
Gunnar Henrik Andreas Helander, född den 2 december 1873 i Stora Mellösa församling, Örebro län, död den 25 maj 1957 i Vänersborg, var en svensk präst. Han var far till missionären och domprosten Gunnar Helander.
Helander var fast anställd sekreterare i Uppsala Kristliga Förening av Unga Män 1894–1897. Han avlade teoretisk teologisk examen vid Uppsala universitet 1899, praktisk teologisk examen 1900 och folkskollärarexamen samma år. Helander var tillförordnad sjömanspastor i Calais samma år, pastorsadjunkt 1900–1902, pastor i svenska Victoriaförsamlingen i Berlin 1902–1913, sjömanspastor i Stettin 1903–1907 och ordförande i byggnadskommittén för Gustav Adolfskapellet i Lützen. Helander var kyrkoherde i Vänersborgs med flera församlingar 1913–1946. Han blev prost över egna församlingar 1940. Helander var ordförande i Kyrkosångens vänner i Skara stift 1917–1932 och inspektor vid Vänersborgs högre allmänna läroverk 1931–1947. Han publicerade Julmysteriespel, Sjung Guds lof, Nya Julspel, Sveriges folk – ett Guds folk, Gunnar Wennerberg som fosterlandsvän och religiös personlighet, Guds Rikes vår (1935), missionssånger av olika tonsättare, Soli Deo Gloria, 96 andliga sånger av olika tonsättare. Helander blev ledamot av Vasaorden 1908. Han vilar på Strandkyrkogården i Vänersborg.